# Universidade Lusófona

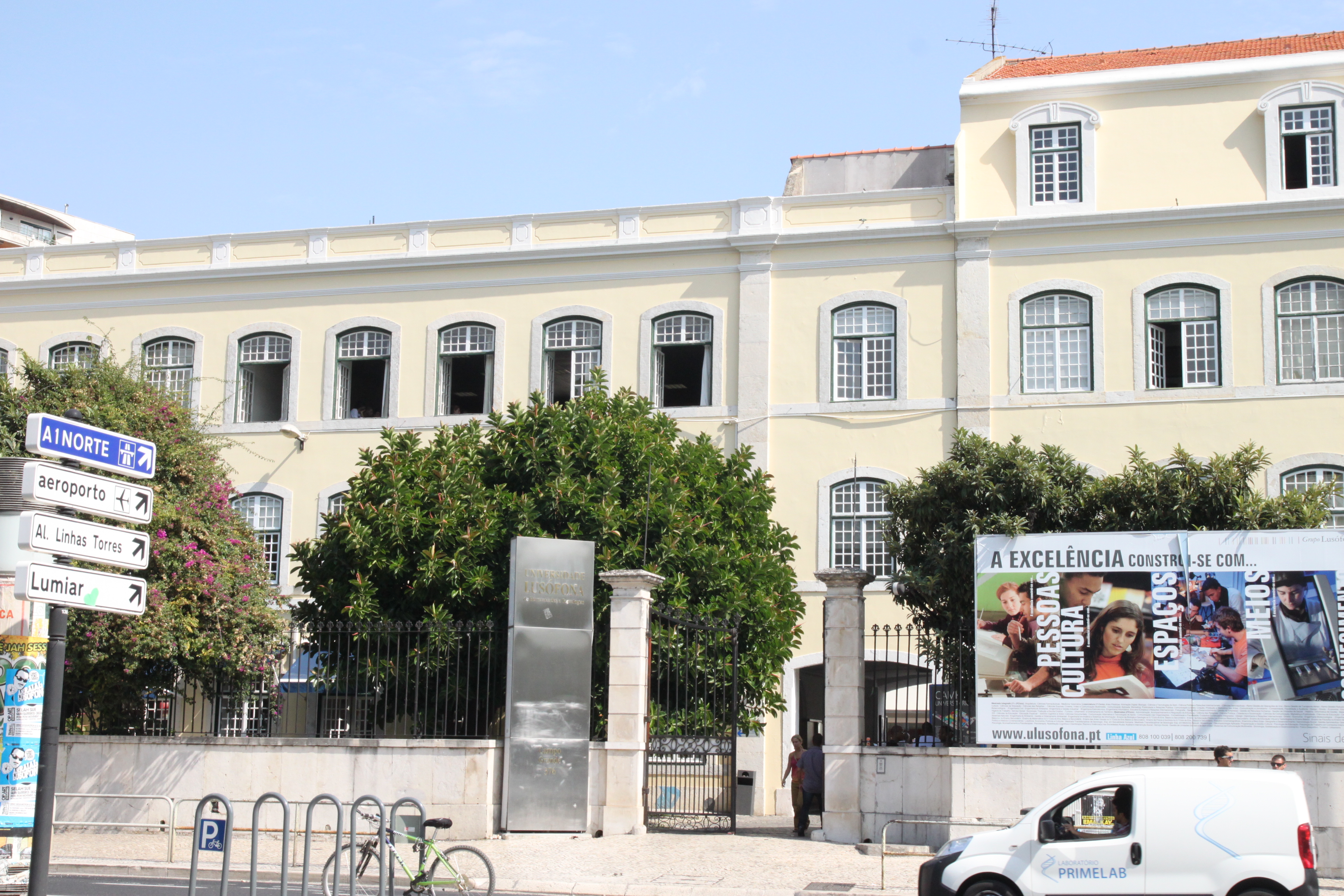
Das Hauptgebäude der Universidade Lusófona in Lissabon.

Die Universidade Lusófona de Humanidades e Tecnologias, kurz Universidade Lusófona (ULHT) ist eine 1998 gegründete Privatuniversität in der portugiesischen Hauptstadt Lissabon. Sie gehört zur privaten Hochschulgruppe Grupo Lusófona.
Die Lusófona hat ihren Sitz in der ehemaligen Stadtgemeinde Campo Grande. Sie residiert im 1838 errichteten, heute denkmalgeschützten Gebäude der Textilfabrik Fábrica de Fiação e Tecidos, nach Ende der Fabrik Anfang des 20. Jahrhunderts vom Portugiesischen Heer und seit 1995 von der heutigen Universität genutzt, die es im Jahr 2000 ganz erwarb (Adresse: Campo Grande Nr. 376, 1749 – 024 Lissabon).

## Geschichte
Die Lissabonner Mathematik- und Managementhochschule Instituto Superior de Matemática e Gestão wurde 1987 gegründet und 1989 gesetzlich anerkannt. 1998 erfolgte die Neuorganisation und Neugründung als Universidade Lusófona de Humanidades e Tecnologias mit dem Gesetz Nr. 92/98 vom 14. April 1998. Zuvor hatte sie seit 1991 auf die gesetzliche Anerkennung nach ihrer Neuordnung gewartet. 2007 hatte sie 15.000 Studenten an allen ihren Standorten zusammen.
2013 kam die Universität landesweit in die Schlagzeilen, im Zusammenhang mit Staatsminister Miguel Relvas und Ungereimtheiten um dessen 2006/2007 erhaltene Abschlüsse, die er entgegen der Regularien der Universität nach sehr viel weniger Prüfungen als vorgeschrieben erhalten hatte.

## Fakultäten und Schulen
Die ULHT ist in 10 Organisationseinheiten aufgeteilt, fünf Fakultäten und fünf sogenannte Schulen:

### Fakultäten
- Faculdade de Ciências Sociais, Educação e Administração (Fakultät für Sozialwissenschaften, Bildung und Verwaltung)
- Faculdade de Direito (Fakultät für Rechtswissenschaften)
- Faculdade de Educação Física e Desporto (Fakultät für körperliche Erziehung und Sport)
- Faculdade de Engenharia (Fakultät für Ingenieurwissenschaften)
- Faculdade de Medicina Veterinária (Fakultät für Tiermedizin)

### Schulen
- Escola de Ciências e Tecnologias da Saúde (Schule für Gesundheitswissenschaften und -technologien)
- Escola de Ciências Económicas e das Organizações (Schule für Wirtschaftswissenschaften und Organisation)
- Escola de Comunicação, Arquitetura, Artes e Tecnologias da Informação (Schule für Kommunikation, Architektur, Künste und Informationstechnologien)
- Escola de Psicologia e Ciências da Vida (Schule für Psychologie und Lebenswissenschaften)
- Instituto de Serviço Social (Institut für soziale Berufe, Forschung und Bildung)

## Bekannte Professoren
- João Bénard da Costa (1935–2009)
- Diogo Freitas do Amaral (1941–2019), Jurist und Politiker
- Raúl Hestnes Ferreira (1931–2018), Architekt
- Pancho Guedes (1925–2015), Architekt, Bildhauer und Maler
- António de Macedo (1931–2017), Regisseur, Drehbuchautor, Filmeditor, Dramatiker und Schriftsteller
- João Ribeiro, Kameramann und Regisseur

## Bekannte Schüler
- Helena Neves (* 1945), Journalistin, Autorin und Politikerin
- Miguel Relvas (* 1961), Politiker
- Emídio Brasileiro (* 1962), brasilianischer Autor
- Jeanne Waltz (* 1962), schweizerische Filmschaffende
- Mário Nuno dos Santos Ferreira (* 1968), Unternehmer
- Pedro Mota Soares (* 1974), Politiker
- Miguel Ribeiro (* 1974), Regisseur und Drehbuchautor